# Ga Woljeong-ri
Ga Woljeong-ri là ga đường sắt trên Tuyến Gyeongwon ở Hàn Quốc. Nó đã bị đóng khi chiến tranh bùng nổ. Nó nằm ở Khu phi quân sự Triều Tiên.